# Martijn Jansen
Martijn Jansen (Genemuiden, 11 november 1984) is een voormalig Nederlands profvoetballer die van 2001 tot 2004 onder contract stond bij FC Zwolle en als aanvaller uitkwam. Na afloop van zijn profloopbaan ging hij spelen als amateur bij Hoofdklasser SC Genemuiden.

## Carrièrestatistieken
| Seizoen         | Club            | Land            | Competitie      | Competitie | Competitie | Beker | Beker | Internationaal | Internationaal | Overig | Overig | Totaal | Totaal |
| Seizoen         | Club            | Land            | Competitie      | Wed.       | Dlp.       | Wed.  | Dlp.  | Wed.           | Dlp.           | Wed.   | Dlp.   | Wed.   | Dlp.   |
| --------------- | --------------- | --------------- | --------------- | ---------- | ---------- | ----- | ----- | -------------- | -------------- | ------ | ------ | ------ | ------ |
| 2001/02         | FC Zwolle       | Nederland       | Eerste divisie  | 3          | 0          | 0     | 0     | 0              | 0              | 0      | 0      | 3      | 0      |
| 2002/03         | FC Zwolle       | Nederland       | Eredivisie      | 0          | 0          | 0     | 0     | 0              | 0              | 0      | 0      | 0      | 0      |
| 2003/04         | FC Zwolle       | Nederland       | Eredivisie      | 1          | 0          | 0     | 0     | 0              | 0              | 0      | 0      | 1      | 0      |
| Carrière totaal | Carrière totaal | Carrière totaal | Carrière totaal | 4          | 0          | 0     | 0     | 0              | 0              | 0      | 0      | 4      | 0      |

## Erelijst
| Nationaal               |    |         |
| Kampioen Eerste Divisie | 1x | 2001/02 |